# Begonia floccifera
Begonia floccifera là một loài thực vật có hoa trong họ Thu hải đường. Loài này được Bedd. mô tả khoa học đầu tiên năm 1869.

## Hình ảnh

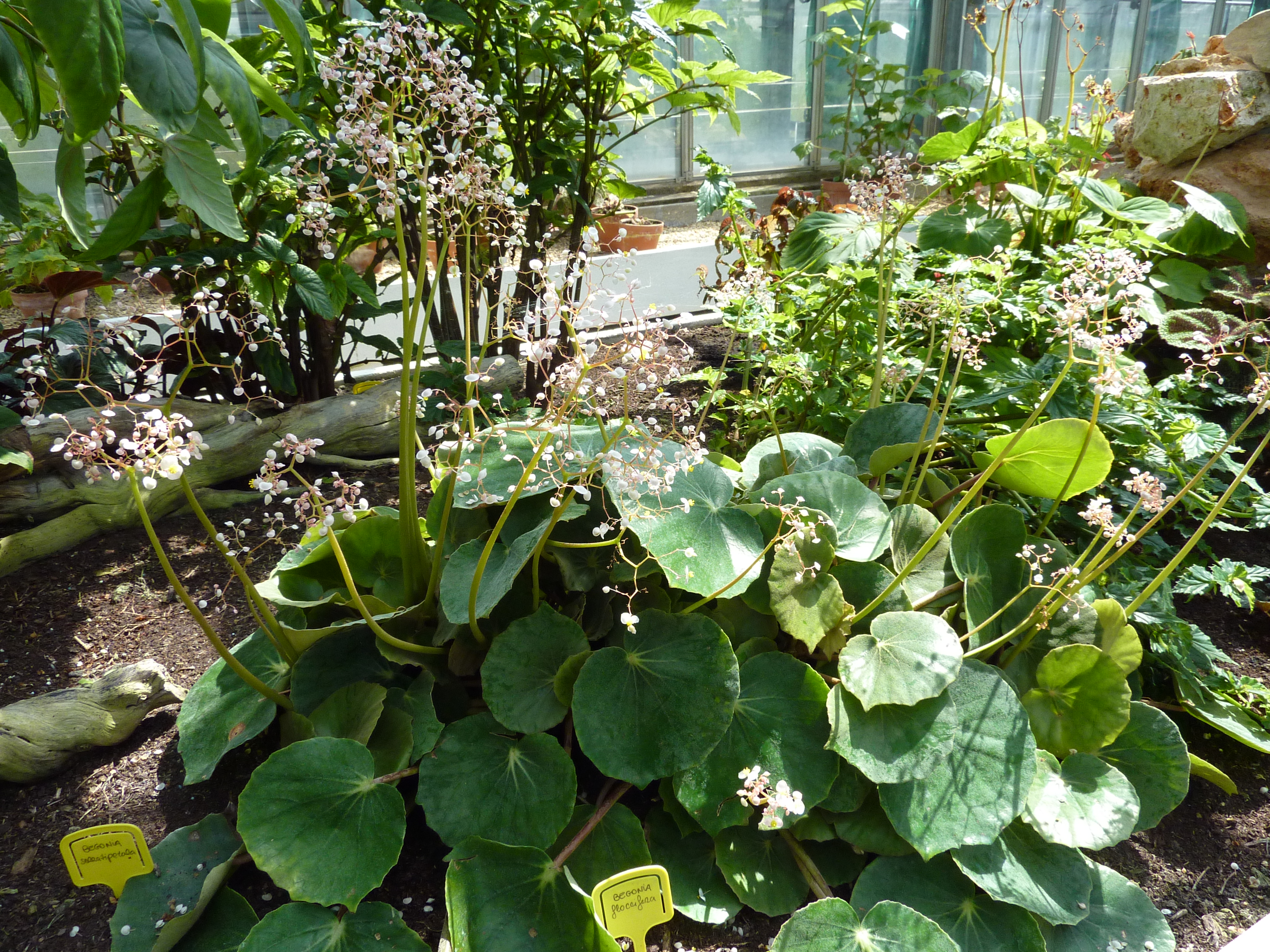